# Poienile de sub Munte
Poienile de sub Munte (en ukrainien Русь Поляин ou Поляин, en hongrois Ruszpolyána ou Havasmező, en allemand Reußenau) est une ville roumaine du județ de Maramureș, dans la région historique de Transylvanie et dans la région de développement du Nord-Ouest.

## Géographie

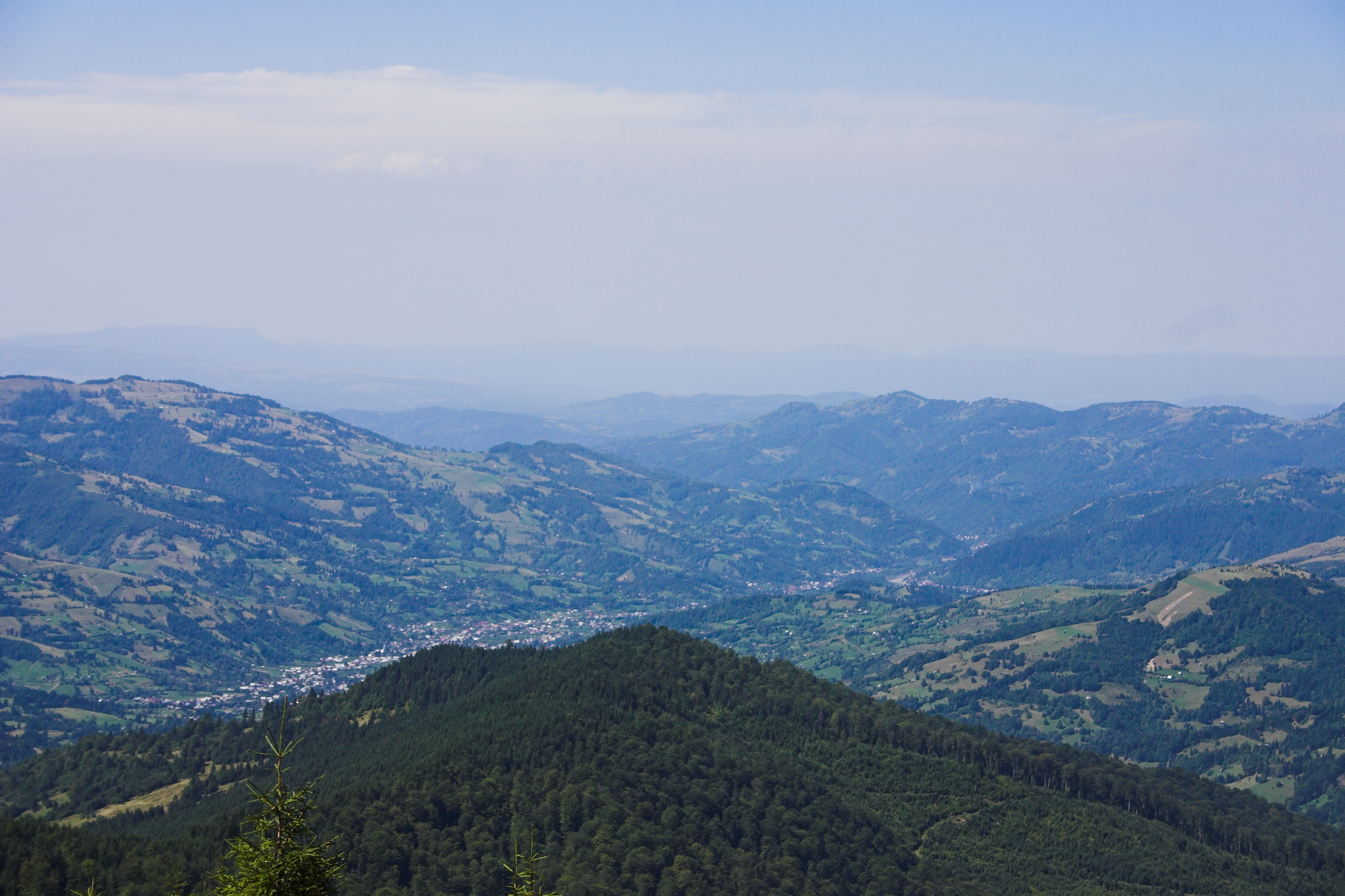
Panorama de Poienile depuis les Monts Maramureș.

Poienile de sub Munte est située dans le nord-est du județ, dans la vallée de la rivière Ruscova, affluent de la Vișeu, à 70 km à l'est de Sighetu Marmației et à 130 km à l'est de Baia Mare, la préfecture du județ.
Poienile est une petite ville de montagne au cœur des Monts Maramureș, environnée par le Pic Obcina (1 939 m) au sud, le Mont Farcău (1 956 m) au nord. La commune est limitrophe de l'Ukraine dans sa partie nord.
La route départementale DJ187 permet de rejoindre Poienile depuis Leordina et la vallée de la Vișeu.

## Histoire
La première mention écrite de la ville date de 1353 mais les lieux semblent habités depuis le Néolithique et l'âge du bronze.
Les premiers habitants, au Moyen Âge, ont été les Houtsoules, tribu ukrainienne connue sous le nom de Ruthènes et la ville est encore de nos jours presque entièrement ukrainienne, de population comme de tradition.
Poienile a abrité jusqu'à la Seconde Guerre mondiale une importante communauté juive. La population juive de Poienile fut envoyée vers le ghetto de Vișeu de Sus en 1944, déportée vers Auschwitz en 3 convois entre le 17 et le 23 mai et entièrement exterminée par les Nazis.

## Politique
| Parti | Parti                                                 | Sièges |
| ----- | ----------------------------------------------------- | ------ |
|       | Parti social-démocrate (PSD)                          | 8      |
|       | Parti national libéral (PNL)                          | 3      |
|       | Union des Ukrainiens de Roumanie (UUR)                | 3      |
|       | Union nationale pour le progrès de la Roumanie (UNPR) | 2      |
|       | Parti Mouvement populaire (PMP)                       | 1      |

## Démographie
| Année, | Ukrainiens | Ukrainiens | Allemands | Allemands | Roumains | Roumains | Juifs | Juifs |
| Année, | Nb         | %          | Nb        | %         | Nb       | %        | Nb    | %     |
| ------ | ---------- | ---------- | --------- | --------- | -------- | -------- | ----- | ----- |
| 1910   | 4 095      | 78,4       | 1 011     | 19,3      | 23       |          |       |       |
| 1930   | 4 750      | 84,2       |           |           | 97       |          | 726   | 12,9  |
| 2002   | 9 696      | 96,6       | 8         | 0,07      | 256      | 2,6      | 1     | 0,0   |
| 2011   | 9 254      | 91,8       | 0         | 0,0       | 307      | 3,04     | 0     | 0,0   |

Poienile de sub Munte est la ville de Roumanie avec le plus fort pourcentage d'Ukrainiens.

### Religions
En 2002, la composition religieuse de la commune était la suivante :
- Chrétiens orthodoxes, 81,49 % ;
- Pentecôtistes, 13,72 % ;
- Adventistes du septième jour, 3,16 % ;
- Catholiques grecs, 0,76 % ;
- Catholiques romains, 0,61 %.

## Économie
L'économie de la commune est essentiellement basée sur l'exploitation des forêts et la transformation du bois ainsi que sur l'agriculture et l'élevage.
Le tourisme prend une importance grandissante car Poienile est la base de départ des randonnées effectuées dans le « Parc Naturel des Monts Maramureș » vers le Mont Farcău.

## Lieux et monuments
- Église en bois de la Transfiguration datant de 1788 de rite orthodoxe.

- Parc Naturel des Monts Maramureș avec la réserve naturelle du Mont Farcău (point culminant des Monts Maramureș), du Lac Vinderel (lac glaciaire situé à 1 615 m d'altitude) et du Pic Mihailec. Ce parc naturel présente un très grand intérêt par la richesse de sa faune (cerf, ours, loup, lynx, sanglier, renard, chat sauvage, coq de bruyère, aigle) et par ses paysages grandioses et variés.